# Elaphe xiphodonta
Elaphe xiphodonta — вид змій родини полозових (Colubridae). Описаний у 2021 році.

## Назва
Видова назва xiphodonta походить від давньогрецького ξίφοσ — «ніж, лезо» і δοντι — «зуб». Назва сказує на характерні для виду лезоподібні зубів на верхній щелепі та зубній кістці (у інших видів роду вони конусоподібні).

## Поширення
Ендемік Китаю. Виявлений на південному схилі гір Циньлін у провінції Шеньсі.

## Опис
Довжина тіла від кінчика морди до клоакального отвору 78,5 см. Голова зверху жовта; на голові та шиї є три виразні мітки. Черево жовте, з строкатими неправильними плямами чорного та червоного кольорів (червоні плями менші за розміром).
У польових умовах особини Elaphe xiphodonta спочатку прийняли за Protobothrops jerdonii з родини гадюкових. Очевидно, цей вид мімігрує під інший, рятуючись від хижаків.